# Конституция Бахрейна
Конституция Бахрейна (араб. دستور البحرين‎) — основной закон государства Бахрейн. Это вторая конституция государства Бахрейн, первая принята 6 декабря 1973 года.

## История
В 1968 году, после объявления Великобританией о выводе части войск к востоку от Суэца к 1971 году, были совершены шаги по выводу всех эмиратов Персидского залива из под британского протектората. Изначально собирались создать федерацию, в которую входили бы 9 территорий, в том числе и Бахрейн, что для последнего стало бы не выгодным из-за пропорционального распределения мест в планируемом коллективном органе управления, поэтому 15 августа 1971 года Бахрейн в одностороннем порядке провозгласил свою независимость, а его правитель стал называться эмиром Государства Бахрейн. 6 декабря 1973 года принята первая конституция Бахрейна.
Пришедший к власти сын умершего 6 марта 1996 года шейха Иса ибн Салман Аль Халифа (эмира Бахрейна с 1961 года) Хамад ибн Иса Аль Халифа, создал в 2000 году Верховный Государственный Комитет, целью которого стала подготовка проекта Национальной Хартии, опубликованной в декабре, которой устанавливалась конституционная монархия, двухпалатный парламент и независимая судебная система. На референдуме 14—15 февраля 2001 года за её приятие проголосовало 98,4 % избирателей. Через год эмир внёс поправки, которые установили конституционную монархию, распределяя власть между двухпалатной Национальной Ассамблеей и эмиром, именуемым Королём. В то же время распущен Консультационный Совет и назначены выборы в Национальную Ассамблею, состоящую из нижней палаты — Палаты депутатов, избираемой на 4 года, и верхней палаты — Консультативного Совета, назначаемую Королём.

## Структура
Состоит из преамбулы и 6 глав (125 статей):
1. Государство;
2. Основы общества;
3. Общественные права и обязанности;
4. Государственная власть. Общие положения;
5. Финансы;
6. Общие и заключительные положения[1].

## Основные положения
В Конституции Бахрейна в пункте 4 статьи 1 закреплена принадлежность власти народу: 

Форма правления в королевстве Бахрейн — демократическая. Суверенитет находится в руках народа, источника (отправной точкой) всех властей. Суверенитет должен реализовываться так, как это предписывает настоящая Конституция— 
Закрепляет принцип разделения властей (ст.32), при этом Король имеет полномочия в каждой структуре власти: обладает законодательной властью наравне с Национальным собранием, исполнительной наравне с Советом Министров и министрами, а судебная власть осуществляется именем Короля (п. 2 ст. 32).
В качестве государственной религии закреплён ислам (ст. 2).
Конституцией закреплены такие права и свободы, как право на обязательное бесплатное начальное образование (ст.7), бесплатную медицинскую помощь (ст.8), на частную собственность (ст.9), компенсацию ущерба от природных бедствий (ст. 12), а также равные политические права мужчин и женщин (ст. 18).

### Внесение поправок
Порядок внесения поправок регламентирован статьёй 120 главы 6 Конституции и гласит, что любые поправки должны быть одобрены 2/3 общего числа членов Консультативного Совета и Палаты депутатов, а после и самим Королём. Повторное внесение на рассмотрение поправки в случае её отклонения, возможно не ранее чем через год. Отдельно запрещено (п.3 ст. 120) внесение поправок в статью 2 Конституции о государственной религии — исламе, а также в статьи о конституционной монархии, принципах наследования правления, двухпалатной системе, принципах свободы и равенства.